# Phare de Strukkamphuk
Le phare de Strukkamphuk (en allemand : Leuchtturm Strukkamphuk) est un phare actif situé au sud de l'île de Fehmarn, dans l'Arrondissement du Holstein-de-l'Est (Schleswig-Holstein), en Allemagne.
Il est géré par la WSV de Lübeck .

## Histoire
Le phare actuel de Strukkamphuk, construit en 1935, est situé à 2.5 km à l'ouest du pont du Fehmarnsund. Avec le phare de Flügge il forme un feu directionnel pour la traversée du chenal de Fehmarn (de).
La première balise en bois en 3 m de haut a été érigée en 1872. En 1896, une lanterne de fer a été montée sur une tour octogonale de 5 m de haut. Elle a été remplacée par la tour actuelle. Une lampe à gaz liquide a fonctionné dans la tour pendant 20 ans avant d’utiliser une lampe à incandescence de 40 W/220 V à partir de 1954, lors de l'électrification de la station. Depuis 2000, une lampe à incandescence à halogène (24V/150W) sert de source de lumière, avec un dispositif de remplacement de cinq lampes de rechange.

## Description
Le phare , est une tour cylindrique en béton de 5 m de haut, avec une lanterne circulaire. La tour est peinte totalement en blanc. Le petit bâtiment technique d'un étage se trouve juste à côté. Son feu isophase émet, à une hauteur focale de 7 m, un éclat blanc et rouge, selon différentes directions, de 1,5 seconde par période de 3 secondes. Sa portée est de 8 milles nautiques (environ 15 km) pour le feu blanc et 6 milles nautiques (environ 11 km) pour le rouge.
Identifiant : ARLHS : FED-234 - Amirauté : C1288 - NGA : 3216.

## Caractéristiques dufeu maritime
Fréquence : 3 secondes (W-R)
- Lumière : 1,5 seconde
- Obscurité : 1,5 seconde

|             |
| Île Fehmarn |

|          |
| Le phare |

|          |
| Le phare |

### Lien connexe
- Liste des phares en Allemagne